# Calabar (Salvador)
O Calabar é um bairro de Salvador, município capital do estado brasileiro da Bahia. Está situado entre o Alto das Pombas e os bairros de Ondina, Morro do Gato e Jardim Apipema, sendo suas ruas em terreno bastante acidentado. Composta por população de baixa renda, o Calabar é uma das comunidades mais carentes da capital baiana. Em 27 de abril de 2011 a comunidade passou a ser atendida pela primeira Base Comunitária de Segurança inspirada na Unidade de Polícia Pacificadora (UPP) do Rio de Janeiro.

## Demografia
O bairro do Calabar foi listado como um dos mais violentos de Salvador, segundo dados do Instituto Brasileiro de Geografia e Estatística (IBGE) e da Secretaria de Segurança Pública (SSP) divulgados no mapa da violência de bairro em bairro pelo jornal Correio em 2012. Ficou entre os mais violentos em consequência da taxa de homicídios para cada 100 mil habitantes por ano (com referência da ONU) ter sido "31-60", o terceiro pior nível.